# Кахи Асатијани
Кахи Шалвович Асатијани (груз. კახი შალვას ძე ასათიანი; 1. јануар 1947 — 20. новембар 2002) био је совјетски фудбалер и тренер. Мајстор спорта СССР-а (1967). Први је фудбалер на свету који је добио жути картон — на утакмици Светског првенства 1970. између Мексика и СССР-а.

## Биографија
Поникао је у млађим категоријама Динама из Тбилисија, где је провео целу фудбалску каријеру. Дуги низ година један од водећих играча тима. Од 1968. до 1972. играо је у репрезентацији СССР-а. Укупно је наступио на 16 утакмица и постигао 5 голова у дресу са државним грбом. Био је члан репрезентације СССР-а на Европском првенству 1968. и учесник Светског првенства 1970. године. Први је играч на свету који је добио жути картон, и то на утакмици Светског првенства 1970. између Мексика и СССР-а, на том турниру су судије први пут делиле жуте и црвене картоне. Каријеру је завршио са 28 година — пошто није могао да се опорави од тешке повреде задобијене у мечу са Араратом из Јеревана 1973. године.
Године 1973. дипломирао је на Грузијском пољопривредном институту. Од 1978. до 1982. радио је у Динаму из Тбилисија, а 1987. (до августа) је био главни тренер. Године 1990. био је председник Савеза фудбалских ветерана Грузије. 
Дана 20. новембра 2002. године, Кахи Асатијани је убијен у Тбилисију у аутомобилу на улазу у своју кућу. Истрага је утврдила да је убиство фудбалера било наручено и добро планирано.
Сахрањен је на Сабурталинском гробљу у Тбилисију. 

## Лично
Супруга — Луиза Таварткиладзе. Кћерка Мака Асатијани је модна дизајнерка.

## Признања
- Мајстор спорта СССР-а (1967).